# Ejército Republicano del Norte
El Ejército Republicano del Norte también conocido como la Expedición de Gutiérrez-Magee u ocasionalmente Primera República de Texas, 1812-1813, fue una facción armada encabezadas por Bernardo Gutiérrez de Lara y Augustus Magee y estuvo compuesta de elementos insurgentes de la provincia española de Texas, esencialmente de filibusteros de Estados Unidos que combatieron contra el bando realista español durante los primeros años de la Guerra de Independencia de México encuadrada dentro de las Guerras de Independencia Hispanoamericanas.

## Antecedentes
En el virreinato de Nueva España en 1810, el padre Miguel Hidalgo y Costilla se rebeló contra el dominio español en Dolores, lo que daría lugar a la Guerra de Independencia de México. Del mismo modo, en 1811, Juan Bautista de las Casas encabezó una revuelta contra España en San Antonio, capturando al gobernador español. El bando realista contraatacó, aplastando la rebelión, y repuso otro gobernador español en el cargo, Manuel María de Salcedo. En México el cura Hidalgo fue igualmente derrotado y en su huida hacia Coahuila fue ejecutado en julio, en Chihuahua, mientras que de las Casas y sus colaboradores fueron ejecutados en agosto.
Los rebeldes restantes se dirigieron hacia los Estados Unidos en busca de ayuda. Bernardo Gutiérrez de Lara, originario del Nuevo Santander (hoy Tamaulipas y el sur de Texas), viajó a Washington D. C., fue recibido por el Secretario de Estado James Madison, y se le hizo saber que lo más que podía hacer EE. UU. era no interferir en sus actividades insurgentes en territorio estadounidense. Se dirigió a Luisiana donde obtuvo el apoyo de filibusteros (entendiendo por tales a quienes se involucran, al menos nominalmente, en expediciones militares no autorizadas en países o territorios extranjeros para fomentar o apoyar revoluciones o revueltas). Para ello involucró también a su primo Guerro Caja de las Casas. En Nueva Orleans se encontraron con el gobernador William CC Claiborne y el agente diplomático del gobierno de los Estados Unidos para México, William Shaler, quienes apoyaron la causa insurgente.

## La expedición
Gutiérrez consiguió el apoyo de Augustus Magee, exoficial de West Point, y formó una fuerza de 130 hombres en Nachitoches, Luisiana. A principios de agosto de 1812, los republicanos pasaron a la provincia de Tejas y capturaron la ciudad de Nacogdoches. En Tejas su número aumentó a 300, y se procedió a tomar la ciudad de la Santísima Trinidad de Salcedo (en la orilla este del río Trinity, inmediaciones de Madisonville), el 13 de septiembre. Estos éxitos les empujaron dirección al sur para conquistar otros bastiones españoles.
El gobernador español, Manuel María de Salcedo, con cerca de 800 hombres, vigilaba la zona del río Guadalupe en busca de los revolucionarios. Terminó encontrándolos en la parte inferior del río San Antonio, en Goliad. Los rebeldes tomaron fácilmente el Presidio La Bahía que quedó bajo su control. Los españoles sitiaron el presidio durante cuatro meses y Magee negoció con los mandos españoles y consideró la rendición, pero finalmente decidió luchar. Sin embargo, Magee perdió la confianza de sus subordinados y la discordia se extendió entre los jefes republicanos. Luego, la tragedia golpeó a Magee y murió el 6 de febrero de 1813. Samuel Kemper tomó el mando del ejército. El capitán John McFarland fue enviado a reclutar nuevos voluntarios en Nacogdoches, además de desertores del ejército español y algunos indios Coushatta.
Kemper repelió los ataques del gobernador. El 10 y 13 de febrero, Kemper derrotó a Salcedo, quien se retiró en dirección a San Antonio el 19 de febrero.
En marzo, las fuerzas de Kemper aumentaron en unos 500 hombres. La expedición iba a perseguir a los españoles, ahora en Bexar. Inició los preparativos en el ejército republicano en San Antonio donde se unieron nuevos voluntarios, entre los cuales había estadounidenses, criollos y mestizos Tejanos, exsoldados peninsulares españoles, indios apaches lipan y tonkawas. El 29 de marzo, derrotaron al ejército español de Simón de Herrera que consistía de 1.200 hombres, en la Batalla de Rosillo. El gobernador Salcedo se rindió el 1 de abril de 1813.
Gutiérrez sugirió que los prisioneros fueran enviados a los Estados Unidos para su custodia. Pero, como los prisioneros fueron llevados fuera de la ciudad por el capitán Antonio Delgado, esto nunca sucedió, pues fueron atados a árboles y asesinados. El 6 de abril, el Ejército Republicano redactó una declaración de independencia, estableciendo que Texas era independiente e incluso adoptaron una sólida "Bandera Verde". Gutiérrez se declaró a sí mismo presidente de la nueva república, que no fue reconocida por ninguna autoridad virreinal ni nación extranjera.
Debido a la falta de juicio, Gutiérrez perdería la confianza de Kemper y los otros estadounidenses. Su proclamación y que permitiera la ejecución del gobernador español y otros funcionarios, resultó demasiado. Kemper terminó por cansarse y se llevó consigo a cerca de 100 estadounidenses de vuelta a Luisiana. Los republicanos buscaban un nuevo líder.
El coronel Ignacio Elizondo y el general José Joaquín de Arredondo se harían cargo de los fuerzas españolas para asegurar Tejas. Elizondo encabezaría un asalto a la ciudad de San Antonio con 900 hombres. Sin el liderazgo de Kemper, los rebeldes sufrieron divisiones internas. Rueben Ross tomó el mando, pero fue sin apoyo y cayó al segundo lugar en comando. El siguiente trabajo se redujo al coronel de Estados Unidos Henry Perry. El 20 de junio, Perry derrotó a las tropas de Elizondo en un ataque al amanecer, en la Batalla de Alazan, una vez más representaría la liberación del bando realista en San Antonio.
El éxito del Ejército Republicano les supuso más apoyos. Esto atrajo interés de José Álvarez de Toledo y Dubois, quien había sido consultado en el comienzo de la maniobra obstruccionista. Procedió a San Antonio el 1 de agosto, con el deseo de hacerse cargo de los tejanos y confrontar a Arredondo. Su asesor era el agente especial de Estados Unidos William Shaler, quien fue uno de los iniciadores de la conspiración contra el virreinato novohispano. Shaler y José Álvarez de Toledo se encargarían de formar un equipo e iniciar una campaña de propaganda contra el otro organizador, Bernardo Gutiérrez de Lara. Los americanos, convencidos de que Gutiérrez no estaba preocupado con sus intereses, amenazaron con desertar menos que se sustituyera a Gutiérrez. Gutiérrez saldría para Natchitoches el 6 de agosto, lo que finalmente le salvó la vida. En su ausencia, Toledo se hizo cargo.
La disensión del Ejército Republicano persistió. Algunos tejanos simpatizaban con su nuevo líder, mientras que otros no lo hicieron. Toledo quería combatir a los españoles en Bexar, pero fue persuadido por Perry y de San Antonio de preservar la ciudad y marchar a sorprender al español. El coronel José Menchaca, (un exoficial español, ahora líder de los tejanos), se opuso a Toledo como su líder, instigó la discordia, frenando el avance de Álvarez de Toledo contra los realistas. El líder republicano, Toledo no fue capaz de hacer su movimiento contra los realistas hasta el 15 de agosto.
Esta situación terminaría mal para los tejanos. A pesar de que habían ganado de manera decisiva en la batalla de Alazán y ahora tenían una gran fuerza, (compuesta por 1.400 estadounidenses, Tejanos (de todas las castas), españoles, indios y negros), sufrirían una derrota aplastante el 18 de agosto de 1813, en la Batalla de Medina. Toledo había planeado en sorprender a los españoles, sin embargo, cuando se lanzó a atacarlos, se convirtió en una emboscada intencional. Toledo trató de disipar a sus hombres para retroceder, pero el coronel José Menchaca había decidido luchar hasta la muerte. Por lo que parecía ser el cuerpo principal de los españoles realistas, que acabaría rodeándolos. Para mientras tanto, Arredondo y Elizondo habían reorganizado en una fuerza de alrededor de 1,800 hombres y estaban dispuestos a luchar. La expedición Gutiérrez- Magee terminaría con una terrible pérdida de unos 1.300 hombres. Toledo y algunos de los hombres fueron capaces de huir a los Estados Unidos.
Los realistas recapturararían San Antonio y llevarían a cabo fuertes represalias contra los rebeldes. El 12 de septiembre, sin embargo, Elizondo es asesinado por uno de sus propios oficiales.
Las repercusiones y la venganza de los realistas hizo que muchos huyeran de Tejas, y ellos nunca llegarían a confiar en los realistas de nuevo. Algunos firmantes de la futura declaración del acta de Independencia de Texas de México en 1836, como José Francisco Ruiz y José Antonio Navarro, fueron algunos de los que huyeron temporalmente de Tejas. Tejas seguiría siendo un punto caliente para la revolución y filibusteros estadounidenses en los años venideros, incluso posteriores a la independencia de México.